# Kilindoni
Kilindoni ist eine Kleinstadt in Tansania. Sie ist die Hauptstadt des Distriktes Mafia in der Region Pwani und die größte Stadt der Insel Mafia.

## Geografie

### Lage
Kilindoni liegt im Südwesten der Insel Mafia an der Nordwestküste, etwa 25 Kilometer östlich der tansanischen Festlandküste. Die Stadt hat rund 12.000 Einwohner (Stand 2021) und liegt direkt am Indischen Ozean.

### Klima
Das Klima in Kilindoni ist tropisch, Aw nach der effektiven Klimaklassifikation. Bei einer Jahresdurchschnittstemperatur von 26,4 Grad Celsius fallen 1184 Millimeter Regen. Dieser fällt überwiegend in den Sommermonaten.
|                        | Jan  | Feb  | Mär  | Apr  | Mai  | Jun  | Jul  | Aug  | Sep  | Okt  | Nov  | Dez  |   |      |
| Mittl. Temperatur (°C) | 27,6 | 27,8 | 27,5 | 26,7 | 26,3 | 25,6 | 24,9 | 24,7 | 25,2 | 26   | 26,9 | 27,5 | ⌀ | 26,4 |
| Mittl. Tagesmax. (°C)  | 28,5 | 28,7 | 28,4 | 27,5 | 27   | 26,1 | 25,5 | 25,6 | 26,3 | 27,1 | 27,9 | 28,3 | ⌀ | 27,2 |
| Mittl. Tagesmin. (°C)  | 26,7 | 26,8 | 26,3 | 25,6 | 25,6 | 24,8 | 24,2 | 24   | 24,3 | 25   | 25,8 | 26,4 | ⌀ | 25,5 |
|                        |      |      |      |      |      |      |      |      |      |      |      |      |   |      |
| Niederschlag (mm)      | 76   | 68   | 199  | 315  | 174  | 50   | 32   | 26   | 20   | 43   | 76   | 105  | Σ | 1184 |

| 26,7 |

| 26,8 |

| 26,3 |

| 25,6 |

| 25,6 |

| 24,8 |

| 24,2 |

| 24 |

| 24,3 |

| 25 |

| 25,8 |

| 26,4 |

| 26,7 |

| 26,8 |

| 26,3 |

| 25,6 |

| 25,6 |

| 24,8 |

| 24,2 |

| 24 |

| 24,3 |

| 25 |

| 25,8 |

| 26,4 |

Die Wassertemperatur im Indischen Ozean liegt zwischen 25,6 Grad Celsius im August und 29,3 Grad im März.

### Geschichtliches
Kilindoni war zur deutschen Kolonialzeit Sitz der Verwaltungsnebenstelle für die Insel Mafia sowie Standort der Ostafrikanischen Palmenpflanzungsgesellschaft mbH.

## Wirtschaft und Infrastruktur
Kilindoni ist der zentrale Ankunftspunkt für Touristen, die entweder einen Bade- und Tauchurlaub auf der Insel Mafia machen oder historische Stätten wie arabische Ruinen aus dem 12. Jahrhundert besuchen. Von Kilindoni weg verläuft eine Straße nach Utende im Südosten der Insel und eine zweite Straße nach Bweni im Norden der Insel.

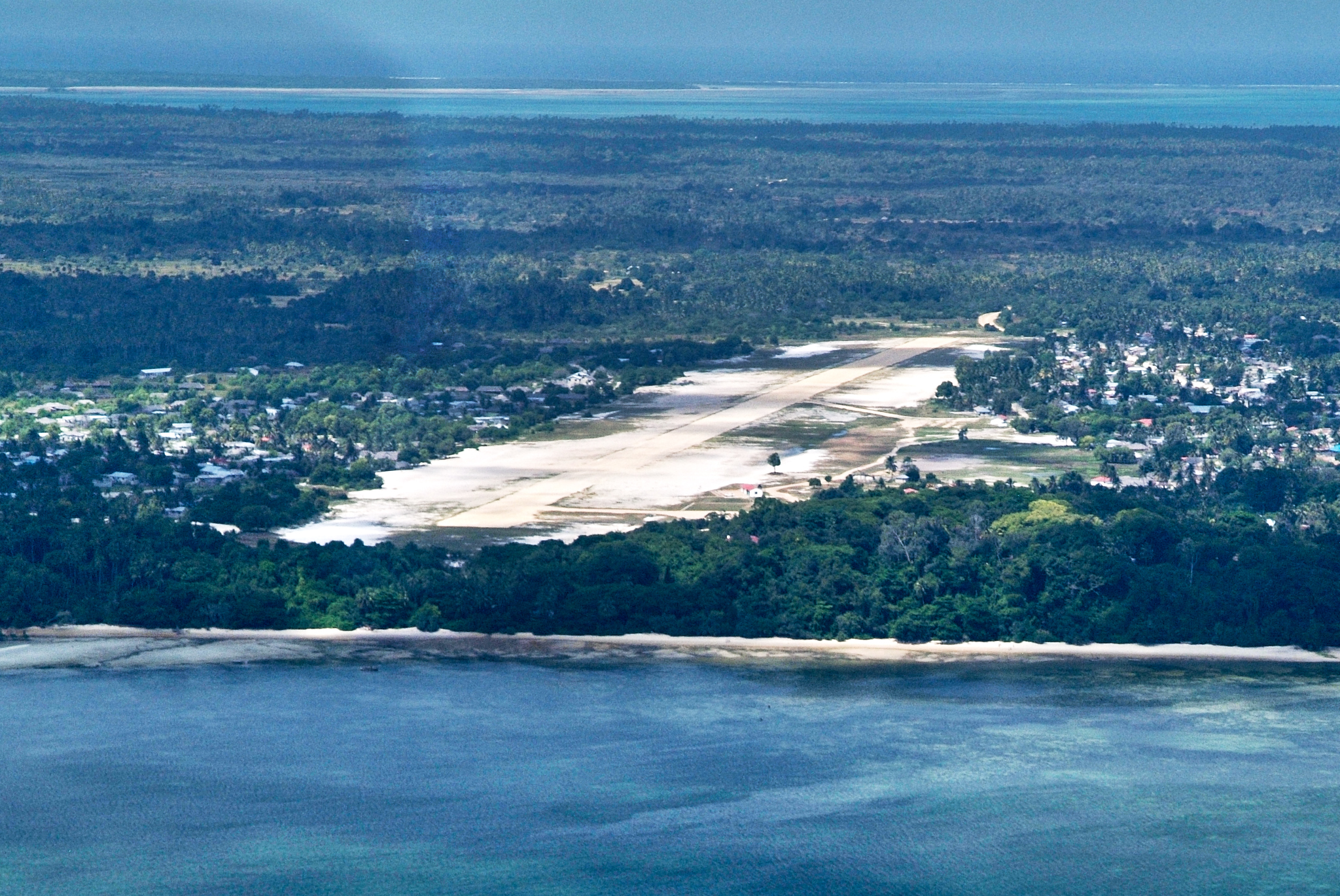
Luftaufnahme des Flughafens (2010)

### Flughafen
Der Flughafen Mafia wird von den Fluglinien Auric Air und Coastal Aviation angeflogen. Es gibt wöchentlich zwei Flüge nach Sansibar und Kilwa, die Hauptstadt Daressalam wird mehrmals am Tag bedient.

### Hafen
Im kleinen Hafen der Stadt werden jährlich zwischen 20.000 und 40.000 Tonnen Fracht umgeschlagen (Stand 2017).

### Bildung
Im Jahr 2020 bestanden 51 Studentinnen und 40 Studenten der weiterführenden Schule „Shule ya Sekondari Kilindoni Secondary School“ die nationale Prüfung der 4. Klasse.

### Krankenhaus
In Kilindoni befindet sich das einzige Krankenhaus der Insel.